# Liste der Monuments historiques in Prusy (Aube)
Die Liste der Monuments historiques in Prusy führt die Monuments historiques in der französischen Gemeinde Prusy auf.

## Liste der Objekte
| Bezeichnung                      | Beschreibung                                           | Standort                      | Kennzeichnung | Schutzstatus | Datum | Bild |
| -------------------------------- | ------------------------------------------------------ | ----------------------------- | ------------- | ------------ | ----- | ---- |
| Skulptur Heiliger Nikolaus       | Kalkstein, farbig gefasst, Anfang des 16. Jahrhunderts | im Feuerwehrgerätehaus (Lage) | PM10004853    | Inscrit      | 1979  |      |
| Skulptur Madonnamit Kind         | Kalkstein, farbig gefasst, 15. oder 17. Jahrhundert    | im Feuerwehrgerätehaus (Lage) | PM10004854    | Inscrit      | 1985  |      |
| Skulptur eines heiligen Bischofs | Kalkstein, farbig gefasst, um 1600                     | im Feuerwehrgerätehaus (Lage) | PM10004852    | Inscrit      | 1979  |      |
| Skulptur Heiliger Rochus         | Kalkstein, farbig gefasst, Anfang des 16. Jahrhunderts | im Feuerwehrgerätehaus (Lage) | PM10001667    | Classé       | 1980  |      |